# Трясохвіст білочеревий
Трясохві́ст білочеревий (Cinclodes palliatus) — вид горобцеподібних птахів родини горнерових (Furnariidae). Ендемік Перу.

## Опис
Білочеревий трясохвіст має більші розміри і довший хвіст, ніж інші представники роду Cinclodes, більше нагадує пересмішника, ніж типового трясохвоста. Його довжина становить 23-24 см, вага 99-109 г. Тім'я коричнювато-сіре. верхня частина тіла і крила яскраво-рудувато-каштанові. На крилах широкі білі смуги, особливо помітні в польоті. Хвіст чорнуватий, кінчики стернових пер білі. Нижня частина тіла повністю біла. Дзьоб і лапи темні.

## Поширення і екологія
Білочереві трясохвости мешкають в центральному Перу, (регіони Хунін і Ліма, раніше також в Уанвеліці). Вони живуть на болотах серед скель, порослих подушкоподібними рослинами, таким як Distichia. Зустрічаються на висоті від 4300 до 5000 м над рівнем моря. Живляться безхребетними і дрібними хребетними. Гніздяться в розщелинах серед скель.

## Збереження
МСОП класифікує цей вид як такий, що перебуває під загрозою зникнення. За оцінками дослідників. популяція білочеревих трясохвостих становить від 50 до 250 птахів. Їм загрожує знищення природного середовища.